# Joan Edelmann
Ragni Joan Elisabeth Edelmann (tidigare Harms), född 30 januari 1936 i Helsingfors, är en finländsk journalist och TV-chef. 
Edelmann blev filosofie magister 1960, var litteraturredaktör vid Finlands Rundradio 1962–1967, blev programchef för TV:s svenska avdelning 1969 och var programdirektör 1994–1996. Under hennes tid skedde en stark utveckling av den finlandssvenska programverksamheten i TV, där hon särskilt intresserade sig för kultur och samhällsdebatt.